# Trasporto di Cristo nel sepolcro
Il Trasporto di Cristo nel sepolcro è un dipinto olio su tela realizzato da Polidoro da Caravaggio nel suo periodo napoletano (tra il 1524-1527) e conservato al Museo nazionale di Capodimonte .

## Storia
Caldara Polidoro, conosciuto come Polidoro da Caravaggio per le sue origini bergamasche, soggiornò in due periodi differenti nella città partenopea, nel biennio 1523-24 e nel 1527 quando si rifugiò a Napoli dovendo fuggire da Roma a causa del sacco cittadino a cui avevano sottoposto la città i lanzichenecchi. Il dipinto fu realizzato per la chiesa di Santa Maria delle Grazie alla Pescheria, così chiamata perché eretta dalla Congregazione dei pescivendoli napoletani. Per la medesima chiesa il Polidoro aveva realizzato, nel medesimo periodo la grande pala d'altare : Santi Pietro e Andrea e le anime del Purgatorio, di cui rimangono solo alcune parti.
Non tutti i critici d'arte sono però concordi, alcuni preferirebbero inserirlo nel periodo messinese dell'artista. Il dipinto fu acquistato nel 1972 dal museo di Capodimonte quando si trovava sul mercato dell'antiquariato, senza poter così avere conferma della sua provenienza.

A conferma della committenza partenopea il critico d'arte Roberto Longhi scrisse: 

## Descrizione e stile
Il dipinto è considerato uno delle opere migliori eseguite dal pittore bergamasco. 
La scena racconta il trasporto del corpo morto di Cristo nel luogo della sepoltura. Attorno a lui i personaggi descritti dalle letture. Centrale la figura del Cristo inerme, il capo chino, pendente verso la Madre, che è la macchia di colore più scura della tela, se non per il rosso dell'abito che pare fuggire dal blu notte del mantello, la raffigurazione del lutto e del dolore. Le braccia di Cristo sono stranamente incrociate sul petto. 

Ai quattro angoli i colori cangianti dei mantelli dei personaggi protagonisti della scena. Ad iniziare da san Giovanni in alto a sinistra, estraneo agli eventi volge lo sguardo al cielo, sembra chiedere una risposta dal cielo, mentre tiene le mani giunte, indossa un mantello da un rosso scuro, cupo. Accanto a lui Giuseppe di Arimatea, il ricco mercante che cederà il suo sepolcro al nazareno, il personaggio più significativo del racconto evangelico, indossa un ricco abito rosa, mentre la vita è cinta da un mantello serico dell'intenso giallo ocra, dal quale spuntano un ulteriore abito bianco. Accanto a Maria una delle pie donne, Maria di Cleofa che stringe addosso a sé il dolore, raffigurato in un mantello giallo limone, l'angolo di colore a destra della tela.
Due figure sono poste sulla parte inferiore della tela, a sinistra una donna, completamente nascosta dal suo mantello rosa, mentre sul lato opposto Maria Maddalena. La donna è il personaggio più importante della tela, in primo piano l'artista disegna i suoi piedi, Maddalena è scalza, così come tutti i personaggi, ma contrariamente dagli altri che hanno una colorazione di un rosso intenso, i suoi sono bianchi, e il suo corpo è proteso verso il morto. Maddalena sorreggi i suoi piedi,li lava con le sue lacrime, li asciuga con i folti capelli biondi. Quei capelli che pare non servano più alla santa, ma che sono ormai a servizio del suo signore.
Il pittore nell'opera pare subire ancora l'influenza del Rosso Fiorentino, avevano infatti condiviso gli anni romani. Il tratto aspro dei lineamenti e i colori sono infatti riferibili al pittore fiorentine. Sempre del periodo romano il Polidoro trovò suggerimento dal Michelangelo, a cui pare trarre ispirazione dalla Pietà vaticana.